# Артур Лафер
Артур Б. Лафер (енгл. Arthur B. Laffer; Јангстаун, 14. август 1940) је амерички економиста који је први пут добио на значају током Реганове администрације, као члан Регановог економско саветодавног одбора (1981-1989). Лафер је најпознатији по Лаферовој криви и илустрацији теорије да постоји нека пореска стопа од 0% до 100% која ће резултовати максималним пореским приходом за владе. Он је аутор и коаутор бројних књига и новинских чланака, укључујући Економија понуде: Доношење финансијских одлука осамдесетих.

## Живот и каријера
Лафер је рођен у Youngstown, Охајо, син Marian Amelia „Моли“ (рођене Betz), домаћице и политичарке, и Вилијама Г. Лафера председника Celevite Corporation. Лафер је примио бечелор диплому на Универзитету Јејл 1962. Магистрирао је на Универзитету Станфорд 1965. и докторирао економију на истом универзитету 1971.
Лафер је био професор на Универзитету у Чикагу Graduate Schol od Business у време његове расправе о Лаферовој криви са Никсон / Фордовом администрацијом званичника. Касније, по изласку са Универзитета у Чикагу и током његовог рада на Универзитету Јужне Калифорније , Marshall schol of business, Лафер је одиграло кључну улогу у писању Предлога 13 , Неусклађеност калифорнијског пореза на имовину, иницијативе која је инспирисала сличне иницијативе у другим државама.
Током средине 1980-их, Лафер предаје на универзитету Papperdine у оближњем Малибу . Лафер је остао на овом факултету неколико година.
Године 1986, Лафер је републикански кандидат за амерички Сенат у Калифорнији . (Конгресмен Еd Zschau је освојио номинацију). Лафер себе идентификује као чврст фискалног конзервативца и либерала. Он је јавно изјавио да је гласао за председника Била Клинтона 1992 и 1996. Лафер каже да је пружио подршку председнику Клинтону због његове конзервативне фискалне политике.
Именован је за истакнутог универзитетског професора економије од стране Mercer University (Грузија) 2008.

## Професионалне активности
Лафер је оснивач и директор Laffer Associates у Нешвилу, у Тенесију, фирме која се бави економским истраживањима и консалтингом.
Он седи у борду директора неколико јавних и приватних предузећа. Лафер је именован у саветодавни одбор Sonenshine partners, независне инвестиционе банке фокусиране на пружање интегрисаних стратешких, финансијских и корпоративних саветодавних услуга. У 2004. се придружио одбору компаније Pillar data sistem. У 2008, Лафер се придружио одбору компаније Alpha theory.
Лафер такође редовно пише чланке за The Wall strееt journal.

## Лаферова крива
Главни чланак: Лаферова крива
Иако он не тврди да је измислио концепт Лаферове криве (Лафер, 2004), након расправе са креаторима политике Никсон/Фордове администрације Диком Чејнијем и Доналдом Рамсфелдом 1974. у којој је наводно скицирано криву на салвети да илуструјем своју тезу. Термин „Лаферова крива“ је сковао Јуде Ванискија, који је такође био присутан. Основни концепт није нов; Лафер и сам каже да га је научио од Ибн Халдуна и Џона Мајнарда Кејнса .
Поједностављен поглед на теорију је да ће порески приходи бити нула ако су пореске стопе или 0% или 100%, а негде између 0% и 100% је пореска стопа која максимизира укупан приход.

## Публикације
Следи делимичан списак публикација у којима је Артур Б. Лафер аутор (углавном чланци у којима је он први аутор), у опадајућем редоследу по датуму.
- Артур Б. Лафер, „Платни биланс САД - финансијски преглед," Закон и савремени проблеми 34 (1), стр. 33-46 (1969).
- Артур Б. Лафер, „Вертикална интеграција од стране корпорација, 1929-1965," Review of Economics and Statistic 51 (1), стр. 91-93 (1969).
- Артур Б. Лафер, " Кредити и тржиште новца“, Ј Политичка економија 78 (2), 239-267 (1970).
- Aртур Б. Лафер и Еуген Ф. Фама ", Информације и тржишта капитала“ Ј. Пословни 44 (3), стр. 289-298 (1971). Артур Лафер Б и Р. Дејвид Рансон, „формални модел економије," Ј Пословни 44 (3), стр. 247-270 (1971).
- Артур Б. Лафер и Еуген Ф. Фама ", Број фирми и конкуренција“, American Economic Review 62 (4), стр. 670-674 (1972).
- Артур Б. Лафер, „Монетарна политика и платни биланс," Ј Новац, кредитни, и банкарство Део I 4 (1), 13-22 (1972).
- Артур Б. Лафер и Ричард Зецхер, „Неки докази о формирању, ефикасности и тачности очекиваних номиналних приноса," Ј. Монетарна економија 1 (3), стр. 327-342 (1975).
- Виктор А. Цанто, Даглас Х. Јоинес, и Артур Лафер Б., Основи економије понуде - теорија и докази (New York University press, 1982).
- Артур Б. Лафер ","Reinstatement of the Dollar: The Blueprint,", Економске Белешке 0 (2), стр. 158-176 (1982).
- Артур Б. Лафер, „Решење за америчку аутомобилску индустрију," Свет Економије 8 (3), стр. 267-286 (1985).
- Артур Б. Лафер, „Елипса: Импликација на Лаферову криву у два-фактор модела," Финансијски аналитичар Водич за фискалну политику, стр. 1-35 (Њујорк: Гринвуд Пресс, 1986).
- Артур Б. Лафер, „Јачане међународне конкуренције једини пут за амерички просперитет," Часопис Рекорд (9. јун 1987).
- Артур Б. Лафер, „Америка у светској економији: Стратегија за 1990: коментар“, Амерички глобални интерес: Нова агенда, стр. 122-125 (Лондон: Нортон, 1989).
- Артур Б. Лафер и Кристофер С. Хамонд, „Или ће цене некретнина у Калифорнији пасти или ће у Калифорнији дођи до великог пораста личних примања," инвестициона стратегија и државна и локална економска политика, стр. 49-64 (Лондон: Кuorum Books, 1992).
- Артур Б. Лафер, „Изглед трговинске политике," Индустријска политика и међународна трговина, стр. 175-186, 62 Савремене студије у економским и финансијским анализама (Лондон ЈAI Пресс, 1992).
- Артур Б. Лафер, „Реган-Клинтон Председништво," Међународна економија 12 (2), 22-24 (1998).
- Артур Б. Лафер, " Лаферова крива: Прошлост, садашњост и будућност ", Heritage Fondation Backgrounder # 1765 (1. јун 2004).
- Артур Б. Лафер, „Пореска претња просперитету“ , Wall Street Journal (25. јануар 2008).
- Артур Б. Лафер, „Доба просперитета је завршено“ , Wall Street Journal (27. октобар 2008).
- Aртур Б. Лафер и Стивен Мур , „Достићи богатство, изгубити богатство“ , Wall Street Journal (Мај 19, 2009).
- Артур Б. Лафер, „Будите спремни за инфлацију и Више каматне стопе“ , Wall Street Journal (11. јун 2009)
- Артур Б. Лафер, „Прогнозе за национално здравствено осигурање: Колорадо перспектива , Независни Институт (август 2009)
- Артур Б. Лафер, „Порези, Депресија, и наше Тренутне невоље“ , Wall Street Journal (Септембар 22, 2009)